# Paruline du Pirré
Basileuterus ignotus
Espèce
Statut de conservation UICN

 VU D2 : Vulnérable
La Paruline du Pirré (Basileuterus ignotus) est une espèce de passereaux appartenant à la famille des Parulidae.

## Distribution
Son aire fragmentée s'étend d'une part à travers la Serranía del Darién et la Serranía de Pirre de l'autre.

Carte de répartition de l'espèce

## Habitat
Cette paruline habite les forêts montagneuses, surtout les forêts rabougries, généralement au-delà de 1 400 m.

## Conservation
On estime la taille de la population à moins de 2 500 individus établis dans une aire d'environ 180 km2 limitée essentiellement à deux monts dans la région frontalière du Panama et de la Colombie. Une grande part de la population est située à l'intérieur du Parc national Darién. L'achèvement de la route panaméricaine dans cette région constitue une menace pour cette espèce.